# Postkartenverfahren
Das Postkartenverfahren war die inoffizielle Bezeichnung für ein Verfahren, das in der Bundesrepublik Deutschland im Jahr 1977 für die Anerkennung der Kriegsdienstverweigerung vorübergehend eingesetzt wurde.

## Beschluss des Verfahrens
Unter der sozial-liberalen Regierung von Helmut Schmidt beschloss der Bundestag am 13. Juli 1977 eine Novelle des Wehrpflichtgesetzes und Zivildienstgesetzes, welche am 1. August 1977 in Kraft trat. Neben der Verlängerung des Zivildienstes auf 18 Monate beinhaltete es ein neues Verfahren zur Anerkennung einer Kriegsdienstverweigerung. Zuvor mussten Wehrpflichtige, die den Kriegsdienst aus Glaubens- und Gewissensgründen verweigern wollten, vor einem Ausschuss Rede und Antwort über ihre Beweggründe stehen. Das neue Gesetz schaffte nun jegliche derartige Prüfung ab. Es reichte, unter Berufung auf das Grundgesetz die Verweigerung zu erklären, ohne dafür Beweggründe anzugeben. Da hierzu theoretisch auch eine Postkarte ausreichte, sprach man vom „Postkartenverfahren“.

## Feststellung der Verfassungswidrigkeit
Das Verfahren wurde auf Antrag von weiten Teilen der CDU/CSU-Fraktion sowie der Bundesländer Baden-Württemberg, Bayern und Rheinland-Pfalz (alle zu jener Zeit unter einer CDU- bzw. CSU-Alleinregierung) vom Bundesverfassungsgericht geprüft. Dieses setzte am 7. Dezember 1977 per einstweiliger Verfügung die geltende Regelung ab 16. Dezember 1977 außer Kraft. Die endgültige Entscheidung vom 13. April 1978 stellte dann fest, dass das Verfahren verfassungswidrig ist. Es begründete dies damit, dass es im Grundgesetz keine freie Wahlmöglichkeit zwischen Zivil- und Wehrdienst gebe. Zivildienst könne nur leisten, wer sein in Artikel 4, Absatz 3 des Grundgesetzes verbürgtes Grundrecht in Anspruch nehme.
Wer im Zeitraum vom 1. August 1977 bis 15. Dezember 1977 nach dem Postkartenverfahren den Kriegsdienst verweigerte und bis zum 15. Dezember durch das Bundesamt für den Zivildienst anerkannt war, musste die im Gesetz festgeschriebenen 18 Monate ableisten. Für alle anderen Anträge galt weiterhin die Regelung mit den Ausschüssen. Im Jahr 1983 wurde dann ein Verfahren mit schriftlicher Begründung eingeführt, das im Wesentlichen – auch nach der Aussetzung der Wehrpflicht – bis heute Bestand hat.